# Farhat Rajhi
Farhat Rajhi (arabe : فرحات الراجحي), né le 29 décembre 1952 à Tunis, est un juriste, homme politique tunisien, ministre de l'Intérieur du 27 janvier au 28 mars 2011.

## Biographie

### Parcours professionnel
Après des études à la faculté de droit de Tunis (licence obtenue en 1975), il est d'abord juge rapporteur auprès du tribunal immobilier, puis juge au tribunal cantonal de Tunis (nommé en 1983), adjoint du procureur général près la cour d'appel de Tunis et vice-président du tribunal immobilier. Sa carrière le conduit ensuite à occuper les postes de président de la chambre criminelle de la cour d'appel de Bizerte, procureur général de la cour d'appel de Nabeul, puis de celle de Bizerte. Il a aussi été président de la chambre criminelle près la cour d'appel de Tunis.
Il est ensuite président de la chambre criminelle près la cour d'appel de Monastir puis procureur général près la Cour de cassation. Il a également été inspecteur des services judiciaires. Le 1er juin 2011, il est nommé président de la 20e chambre de la Cour de cassation.
Parallèlement à sa carrière de magistrat, Farhat Rajhi est professeur de procédure pénale à l'Institut supérieur de la magistrature et publie dans la revue Jurisprudence et législations.
En avril 2013, il prête serment devant l'Ordre national des avocats de Tunisie et devient de ce fait avocat.

### Personnalité politique
Lors de la révolution de 2011, il est nommé ministre de l'Intérieur du deuxième gouvernement Ghannouchi. Le 31 janvier, peu après sa nomination, le ministère est envahi par 2 à 3 000 manifestants, qui menacent de le mettre à mort avec le général Rachid Ammar,. Il attribue cette tentative de coup de force aux tenants du Rassemblement constitutionnel démocratique (RCD) et nomme immédiatement 24 nouveaux gouverneurs, dont cinq qui ne faisaient pas partie du RCD, le parti de l'ancien président Ben Ali. Il fait également le ménage au sein du ministère et dans toute la hiérarchie policière, en mettant à la retraite anticipée 42 hauts fonctionnaires,,, et en annonçant la réintégration des policiers démis par injustice. L'ancien ministre de l'Intérieur, Rafik Belhaj Kacem, est également arrêté le 2 février.
Enfin, dans le but de restaurer l'ordre et de lutter contre les bandes violentes, la police étant absente des rues depuis plusieurs jours, il augmente les salaires des cadres de l'institution.
Il reste ministre dans le gouvernement de Béji Caïd Essebsi, jusqu'à son remplacement par Habib Essid un mois plus tard.
Le 31 mars, il est nommé à la tête du Haut comité des droits de l'homme et des libertés fondamentales.
Le 5 mai, il crée le buzz avec une interview diffusée sur Facebook où il traite notamment le Premier ministre Caïd Essebsi de « menteur », déclare que son gouvernement est manipulé par un ancien proche de Ben Ali et que le chef d'État-Major des armées, le général Rachid Ammar, prépare un coup d'État au cas où le mouvement Ennahdha remporterait les élections. Le lendemain, face à la vague de réactions, notamment du gouvernement, il s'excuse en indiquant avoir été piégé, arguant « qu'il s'agissait d'hypothèses, d'interprétations et de simples opinions personnelles » et justifiant ses accusations par une « immaturité politique ». Le 7 mai, le président par intérim Fouad Mebazaa démet Rajhi de ses fonctions au Haut comité des droits de l'homme et des libertés fondamentales.
Le 9 mai 2015, il rejoint le Courant démocrate.
Lors des élections législatives de 2019, il est élu député de la circonscription de Bizerte.